# Nordahl Grieg
Johan Nordahl Brun Grieg (ur. 1 listopada 1902 w Bergen, zm. 2 grudnia 1943 w Berlinie) – norweski pisarz i dziennikarz; komunista.
Był spokrewniony z kompozytorem Edvardem Griegiem. Rozpoczął studia na Uniwersytet w Christianni. Do 1922 pracował jako marynarz. W latach 1923–1924 był studentem Wadham College w Oksfordzie. Jako dziennikarz czasopisma „Tidens Tegn” w 1927 odwiedził Chiny, a od 1933 do 1935 przebywał w Moskwie. W 1937 był korespondentem wojennym podczas hiszpańskiej wojny domowej. Po ataku Niemiec na Norwegię w 1940 przeniósł się do Anglii, gdzie kontynuował pracę jako korespondent wojenny. Zginął zestrzelony nad Berlinem